# Коктобе (Ордабасинский район)
Коктобе (каз. Көктөбе) — село в Ордабасинском районе Туркестанской области Казахстана. Входит в состав Кажымуканского сельского округа. Находится на реке Боралдай. Код КАТО — 514630500.

## Население
В 1999 году население села составляло 1550 человек (819 мужчин и 731 женщина). По данным переписи 2009 года, в селе проживали 1682 человека (858 мужчин и 824 женщины).